# Ymir
Ymir je div iz čijeg je tijela prema nordijskoj mitologiji izraslo stablo Yggdrasil. Na tom stablu počiva čitav svemir. U početcima vremena postojali su samo mraz, led, ledeni div Ymir i njegova krava Authumla. Div Ymir se nazivao i Ledeni div Ymir jer je bio na mrzlom ledu. Strašni, snažni div Ymir pokušao se osloboditi stabla, ali nije uspio pa je prouzročio potres. Ymirov je sin Þrúðgelmir.
Jednoga je dana krava Authumla lizala led i iz njega se pojavila vlas kose. Sljedećeg se dana pojavila glava, a dan zatim cijelo tijelo. Bio je to Buri, prvi bog. Poslije Burij i njegova žena Bestla storili su još tri boga. To su bili Odin, Vili i Ve, koji ubiju diva Ymira.
Oni od Ymirova tijela stvaraju svijet, no ipak je nešto nedostajalo, pa Odin i njegova braća uzmu dva stabla i od njih naprave prvog muškarca i ženu, koje nazovu Aske i Embli. Oni su bili predci čitavoga ljudskog roda. Poslije od Ymirovih obrva stvore Midgard i dadoše ga Askeu i Embli da im bude dom. Tada su bogovi bili spremni da urede svemir i podijele ga na tri dijela. Na najvišoj je razini dom bogova Asgard, podno njega je druga razina i dom Midgrad gdje žive ljudi, Jotunheim i dom divova i isto tako Nidavellir i Svartalfheim gdje obitavaju vilenjaci i patuljci. Na trećoj razini i najnižoj nalaze se domovi mrtvih Nilfheim te Hel. Sve to počiva na Yggdrasilu, snažnom stablu jasena koje je izraslo iz isto tako snažnog ledenog diva Ymira.